# Heptapterus tenuis
Heptapterus tenuis és una espècie de peix de la família dels heptaptèrids i de l'ordre dels siluriformes.

## Morfologia
- Els mascles poden assolir 8,5 cm de longitud total.[4][5]

## Hàbitat
És un peix d'aigua dolça i de clima tropical.

## Distribució geogràfica
Es troba a Sud-amèrica: conca del riu Maroni (Guaiana Francesa).